# 넙다리네모근신경
넙다리네모근신경(nerve to quadratus femoris), 또는 대퇴방형근신경은 넙다리네모근과 아래쌍동근에 분포하는 신경이다.

## 구조
넙다리네모근신경은 엉치신경얼기에서 갈라져 나온다. 구체적으로는 넷째허리신경, 다섯째허리신경, 첫째엉치신경의 앞가지에서 발생한다. 이후 궁둥구멍근 아래의 큰궁둥구멍을 통해 골반을 나온다. 골반을 나온 후에는 궁둥신경, 위쌍동근, 아래쌍동근, 속폐쇄근의 힘줄 앞쪽에서 아래로 주행한다. 넙다리네모근과 아래쌍동근의 앞면으로 들어간 후에는 엉덩관절에 관절가지를 낸다.

### 변이
드물게 넙다리네모근신경이 위쌍동근이나, 큰모음근 윗부분에도 분포할 수 있다.

## 기능
넙다리네모근신경은 넙다리네모근과 아래쌍동근에 운동 신경으로 분포한다. 또한 엉덩관절에 감각 신경으로도 분포한다.

## 참고 문헌
이 문서는 현재 퍼블릭 도메인에 속하는 그레이 해부학 제20판(1918) page 957의 내용을 기초로 작성된 글이 포함되어 있습니다.
1. 1 2 3 4 5  Mehta, Karishma; Tubbs, Shane (2021). 〈Chapter 8 - The Nerve to Quadratus Femoris〉. 《Surgical Anatomy of the Sacral Plexus and Its Branches》. Elsevier. 35–39쪽. doi:10.1016/B978-0-323-77602-8.00008-8. ISBN 978-0-323-77602-8.
2. 1 2 3 4 5 6 7  Apaydin, Nihal (2015). 〈Chapter 47 - Variations of the Lumbar and Sacral Plexuses and Their Branches〉. 《Nerves and Nerve Injuries》. 1: History, Embryology, Anatomy, Imaging, and Diagnostics. Academic Press. 627–645쪽. doi:10.1016/B978-0-12-410390-0.00049-4. ISBN 978-0-12-410390-0.